# Nlong (Afanloum)
Pour les articles homonymes, voir Nlong.
Nlong est une localité de la région du Centre au Cameroun, localisée dans la commune d'Afanloum et le département de la Méfou-et-Afamba.

## Population
En 1965 Nlong comptait 361 habitants, principalement des Bamvele.
Lors du recensement de 2005, ce nombre s'élevait à 96.